# Poddanie Bredy
Poddanie Bredy (hiszp. La rendición de Breda lub Las lanzas) – obraz olejny Diega Velázqueza z 1635, przedstawiający poddanie wojskom hiszpańskim niderlandzkiego miasta Breda po kilkumiesięcznym oblężeniu. Dzieło powstałe 10 lat po ukazanym wydarzeniu, obecnie jest eksponowane w Muzeum Prado w Madrycie.

## Powstanie obrazu i kontekst historyczny
W 1630 hrabia-diuk Olivares, minister na dworze króla Hiszpanii Filipa IV, zadecydował o rozpoczęciu kosztownej budowy kompleksu  Pałacu Buen Retiro. Do pałacu sprowadził wiele obrazów z Italii i Niderlandów. Dekorację najważniejszej z sal – sali tronowej, zwanej Salonem Królestw, zlecił hiszpańskim malarzom, którym powierzył zadanie uwiecznienia najważniejszych sukcesów militarnych z czasów panowania Filipa IV.
Diego Velázquez, jeden z ulubionych artystów hiszpańskiego dworu, przystąpiwszy do wykonania królewskiego zlecenia, w latach 1634–1635 stworzył obraz Poddanie Bredy, gloryfikujący potęgę ówczesnej Hiszpanii. Na wybór tematu dzieła niewątpliwie miała wpływ znajomość, jaka łączyła artystę z Ambrosiem Spinolą, generałem dowodzącym hiszpańskimi wojskami w czasie oblężenia miasta. Velázquez odbył w towarzystwie Spinoli podróż do Włoch w 1629, na rok przed jego śmiercią. Obraz był zatem również hołdem złożonym pośmiertnie Spinoli.
Obraz Velázqueza przedstawia poddanie Bredy, które miało miejsce 5 czerwca 1625. Zdobycie Bredy, po oblężeniu trwającym od końca sierpnia 1624, było jednym z największych zwycięstw armii hiszpańskiej w wojnie osiemdziesięcioletniej. Po śmierci księcia Oranii-Nassau Maurycego Orańskiego oraz w sytuacji pogarszającego się położenia obrońców spowodowanego brakami w zaopatrzeniu i pożywieniu, dowodzący wojskami hiszpański generał Ambrosio Spinola, zażądał od kierującego obroną Justinusa van Nassau dobrowolnego poddania miasta, oferując w zamian zgodę na wycofanie z Bredy wojsk niderlandzkich. Dzięki zaakceptowaniu porozumienia, przejęcie miasta przez Hiszpanów dokonało się w sposób pokojowy, bez szkody dla jego mieszkańców.

## Opis obrazu

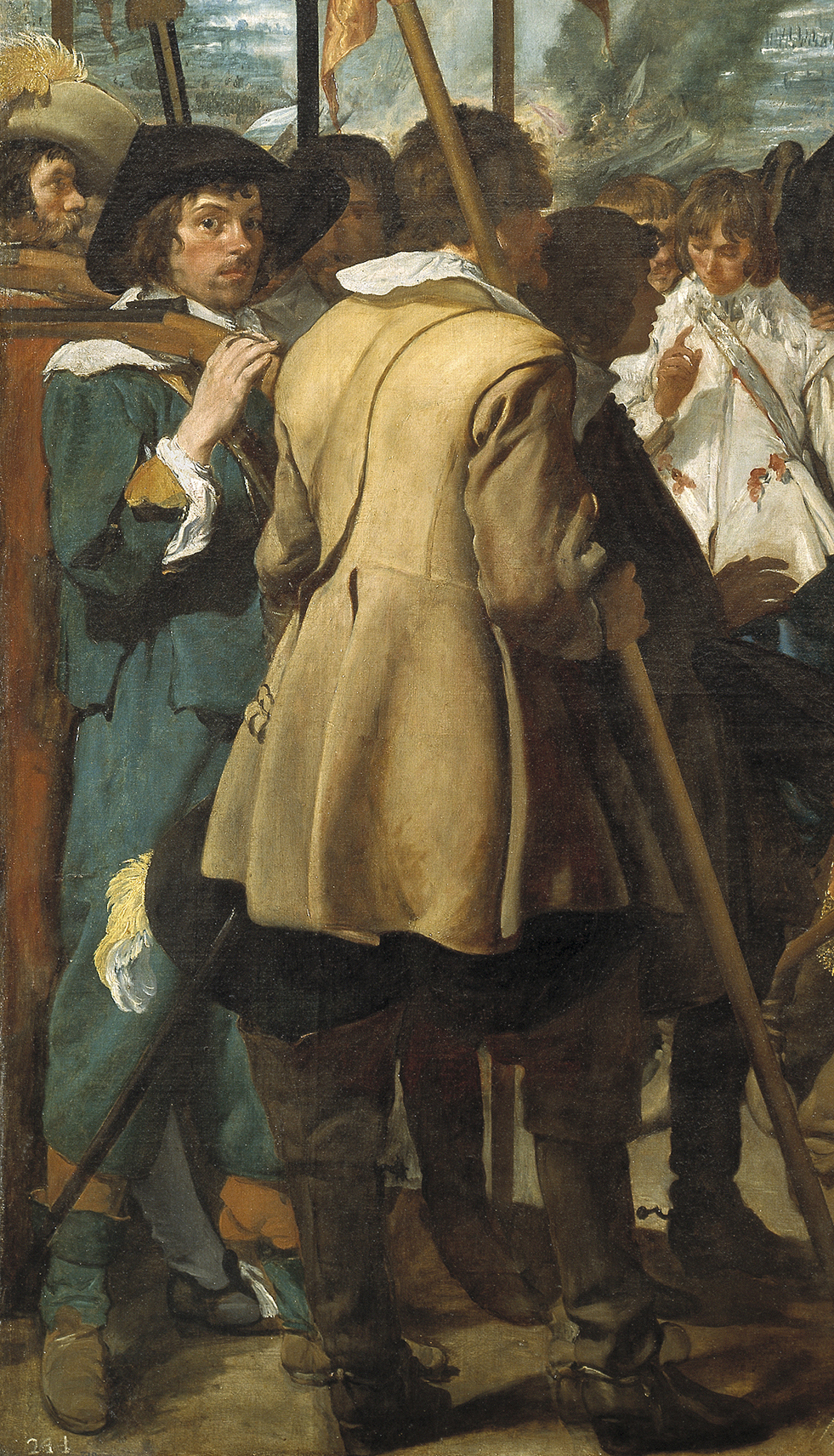
Detal z obrazu

Dzieło Velázqueza było jednym z 12 przeznaczonych do umieszczenia w Salonie Królestw. Jest ono podzielone na dwa plany. Na pierwszym planie centralne miejsce zajmuje scena przekazania klucza do bram miasta. Stojący po lewej dowódca wojsk niderlandzkich Justinus van Nassau wręcza uwiązany na sznurze klucz dowódcy wojsk hiszpańskich Ambrosio Spinoli.
Za plecami dowódców umieszczeni są żołnierze walczących stron. Nie stanowią oni jednak grupy anonimowych postaci. W tłumie można dostrzec poszczególne wyrazy ich twarzy. Są one naznaczone trudem prowadzonych walk. Stojące po prawej stronie wojsko hiszpańskie trzyma w rękach lance, a nad ich głowami góruje flaga we wzór szachownicy. Na twarzach niderlandzkich żołnierzy, umieszczonych po lewej stronie, widać oznaki zrezygnowania i zmęczenia. Pośród żołnierzy znajdują się dwa osiodłanie konie bez jeźdźców. W prawym dolnym rogu obrazu widać leżący na kamieniu dokument, najprawdopodobniej z tekstem porozumienia o poddaniu twierdzy. Obraz nie przedstawia radości z osiągniętego przez Hiszpanów zwycięstwa, przeciwnie skupia się na chwili zakończenia walk i ustanowienia pokoju.
Na drugim planie widoczne są unoszące się kłęby dymu, dowodzące prowadzenia zaciętych walk. W oddali ukazany jest port w Bredzie oraz morze. Poddanie Bredy stanowi doskonały przykład mistrzostwa artysty w operowaniu wszystkimi środkami wyrazu: umiejętności tworzenia atmosfery, odpowiedniego krajobrazu, operowania światłem, mistrzostwa w portretowaniu postaci oraz głębokiej wiedzy na temat perspektywy powietrznej.